# Eumorphus micans
Eumorphus micans es una especie de coleóptero de la familia Endomychidae.

## Distribución geográfica
Habita en Sumatra (Borneo).